# Raymond Francœur
Raymond Francœur (né le 14 juin 1946 à Beauport), est un homme politique canadien. Il est maire de Sainte-Christine-d'Auvergne depuis 2013, après l'avoir été de 2001 à 2007. De 2007 à 2008 il est député adéquiste de Portneuf à l'Assemblée nationale du Québec.

## Biographie

### Jeunesse et formation
Raymond Francoeur détient un diplôme d'études collégiales en administration (finances) du Cégep de Sainte-Foy en 1969. Il a suivi une formation et a obtenu un permis d'agent d'assurance de dommages au Conseil des assurances de dommages à Québec.
De 1970 à 1972, il est officier lieutenant dans les Forces armées canadiennes. Il devient par la suite directeur de district Québec et Saguenay Lac-Saint-Jean pour Papiers Scott de 1972 à 1981. De 1980 à 1986, il est professeur à temps partiel au département de marketing au Cégep de Sainte-Foy. Il est ensuite directeur de la succursale de Québec pour la laiterie La ferme Saint-Laurent de 1981 à 1983. Raymond Francoeur a été copropriétaire ou directeur des ventes chez plusieurs concessionnaires automobiles de Québec de 1983 à 1996, puis directeur des ventes pour SSQ-Générale (assurance de dommages) de 1996 à 2000. Il a par la suite occupé le poste de directeur des ventes à Québec Linge de 2000 à 2007.

### Carrière politique
Élu maire de Sainte-Christine-d'Auvergne en 2001, il se présente à la députation dans Portneuf pour l'Action démocratique du Québec en 2007. À l'occasion de la vague adéquiste qui a lieu il est élu avec 45,92 % des suffrages, battant largement le député libéral sortant  Jean-Pierre Soucy.
Lors de l'élection générale de 2008 il se représente mais est cette fois largement battu par  le libéral Michel Matte, qui obtient 39,63 % contre 33,6 % à Raymond Francœur.
Vice-président de l'ADQ de 2007 à 2011, il y défend la fusion du parti avec la CAQ.
À l'occasion de la course à la chefferie de 2016 au sein du Parti québécois, il prend sa carte et soutient Jean-François Lisée.
Depuis 2013, il est maire de Sainte-Christine-d'Auvergne.